# L'Ère des Cristaux
L'Ère des Cristaux (宝石の国, Hōseki no kuni, littéralement « Pays des pierres précieuses ») est une série de seinen manga de science-fiction écrite et dessinée par Haruko Ichikawa (ja). Le manga est pré-publié entre 2012 et 2024 dans le magazine Monthly Afternoon puis publié en volumes reliés par Kodansha. La version française est publiée par Glénat depuis 2016. Une adaptation en anime produite par le studio Orange est diffusée entre octobre et décembre 2017.

## Synopsis
L'histoire se déroule dans un futur lointain où l'humanité a disparu à cause de la chute successive de six météorites sur la Terre. À la place, une nouvelle forme de vie s'est développée : les gemmes (宝石, Hōseki) ou cristaux, d'apparence humanoïde. Ils sont 28 êtres immortels qui vivent sous la protection de maître Vajra. Toutefois, malgré la présence de leur maître, les cristaux doivent faire face aux attaques presque quotidiennes des Séléniens (つきじん, Tsukijin), habitants de la Lune qui désirent les transformer en bibelots et parures. De ce fait, les cristaux sont forcés d'adopter une organisation particulière dans laquelle chacun se voit attribuer un rôle précis : combattant, médecin, artisan, couturier, etc. Ils travaillent généralement par paires.
Le personnage principal est Phosphophyllite, le plus jeune des cristaux. Réputé faible en raison de sa très basse dureté et de sa maladresse, il désire pourtant devenir un combattant plus que tout afin d'être utile à la communauté. Maître Vajra s'y oppose et lui assigne alors la tâche d'écrire une histoire naturelle. Malgré des réticences, il s'attaque à cette tâche et après s'être fait attaquer par surprise une nuit, il fait la rencontre de Cinabre, une gemme isolée et involontairement dangereuse pour ses congénères, qui est chargée seule de la ronde nocturne. Touché par sa condition, Phos lui fait la promesse de lui trouver un rôle qui soit plus utile et plus amusant.

## Personnages

### Cristaux

#### Cristaux sur Terre au début de l'histoire
| Personnages | Formule                               | Dureté | Voix japonaise       |
| --- | ------------------------------------- | ------ | -------------------- |
| Maître Vajra (金剛先生, Kongō-sensei) | ?                                     | ?      | Jōji Nakata          |
| Maître Vajra, ou simplement Maître, est le plus fort et le plus ancien des cristaux. D'un coup de manche, il est capable de repousser toute une armée de Séléniens. Malgré un penchant un peu invasif pour les siestes, c'est lui qui supervise tous les autres cristaux. Il est presque un père pour eux. Il les élève, veille sur eux et les protège. Il est toujours impassible, la seule chose qui puisse troubler son calme est la mise en danger inutile de l'un des cristaux. |                                       |        |                      |
| Phosphophyllite (フォスフォフィライト, Fosufofiraito) | Zn2Fe(PO4)2 · 4H2O                    | 3.5    | Tomoyo Kurosawa (ja) |
| Phosphophyllite, généralement abrégé en Phos, est le personnage principal. Il est âgé de trois cents ans au début de l'œuvre ce qui fait de lui le plus jeune des cristaux. Il se montre souvent tête en l'air. Depuis toujours il désire plus que tout devenir un combattant pour devenir aussi utile que les autres cristaux. Cependant, plusieurs obstacles entravent sa quête : il est trop faible et très maladroit, et sa couleur bleue-verte est très prisée des Séléniens. Il est donc impossible pour lui de combattre sans prendre de risques élevés. Maître Vajra lui confie la tâche de rédiger une histoire naturelle regroupant la faune et la flore de l'île ainsi que l'histoire de son peuple. Au cours de sa mission il rencontre Cinabre. Très vite, il se met en tête de lui trouver un nouveau rôle, plus amusant, coûte que coûte. |                                       |        |                      |
| Cinabre (シンシャ, Shinsha) | HgS                                   | 2      | Mikako Komatsu       |
| Cinabre est chargé de la patrouille de nuit, rôle qu'il a choisi de son propre gré. Il est l'un des deux seuls combattants à travailler seul. Il se tient à l'écart des autres cristaux car un poison toxique pour tous les êtres vivants, y compris les cristaux, émane de son corps. Avec le temps, il est lentement devenu solitaire et hostile aux contacts extérieurs et a fini par se refermer sur lui-même. Il affiche souvent un air sombre et pourtant, cela cache un profond mal-être et une terrible solitude. Maître Vajra le décrit souvent comme un excellent combattant, gentil et particulièrement intelligent. La promesse que lui a fait Phos de lui trouver un nouveau travail moins ingrat et moins ennuyant lui tient particulièrement à cœur. Il passe le plus clair de son temps sur la Falaise du Néant.                         |                                       |        |                      |
| Diamant (ダイヤモンド, Daiyamondo) | C                                     | 10     | Ai Kayano            |
| Diamant, alias Diam ou Dia, fait équipe avec Bort. C'est un excellent combattant mais il se brise rapidement à cause de sa faible résistance aux chocs et de son imprudence. Il éprouve par ailleurs une réelle admiration pour Bort, une gemme qui se brise peu et s'améliore sans cesse. Cette admiration peut parfois même aller jusqu'à la jalousie. Il est très amical, se soucie des autres cristaux et aime les histoires d'amour ce qui lui vaut d'être considéré comme la gemme la plus gentille et la plus mignonne. En dépit des apparences, il se prend souvent la tête et a une confiance en lui assez basse. |                                       |        |                      |
| Bort (ボルツ, Borutsu) | C                                     | 10     | Ayane Sakura         |
| Bort est le plus fort après maître Vajra. Il adore le combat et utilise ses cheveux comme arme ou comme filet à méduses. Son analyse des combats n'a presque aucun défaut, de ce fait la plupart des cristaux lui accordent toute leur confiance. Il a fait équipe avec Diamant pendant très longtemps et malgré quelques disputes de temps à autre à propos de leurs styles de combat, une relation très forte s'est construite entre eux. Il a toutefois fini par changer de coéquipier : d'abord Phos, puis Zircon. Il peut paraître très dur, froid, voire effrayant, mais il cache un côté plus calme et même un certain humour. |                                       |        |                      |
| Morganite (モルガナイト, Moruganaito) | Be3Al2(SiO3)6                         | 7,5    | Mutsumi Tamura       |
| Morganite est une sentinelle qui fait équipe avec Goshénite. Il est plutôt rustre, ce qui contraste avec la couleur douce de ses cheveux. Mais il est surtout confiant et particulièrement sûr de lui, il s'autoproclame classe et mignon. Il n'hésite jamais à attaquer les Séléniens, parfois sans prévenir le maître Vajra, quitte à se mettre en danger. |                                       |        |                      |
| Goshénite (ゴーシェナイト, Gōshenaito) | Be3Al2(SiO3)6                         | 7,5    | Saori Hayami         |
| Goshénite est une sentinelle qui fait équipe avec Morganite. Ses sourcils toujours courbés lui donnent un air triste constant. Pourtant, c'est une gemme pleine de joie de vivre, gentille et agréable, qui n'hésite pas à aider. |                                       |        |                      |
| Rutile (ルチル, Ruchiru) | TiO                                   | 6      | Yumi Uchiyama        |
| Rutile est le médecin, « non-charlatan », nerveux et désordonné. Il a de belles et longues jambes qui lui étaient sûrement utiles lorsqu'il était encore l'insolent compagnon de combat de Padparadscha. Cependant, depuis que ce dernier n'est plus en fonction, il s'est reconverti en docteur. Chaque jour, il taille des morceaux de cristaux pour essayer de combler le corps incomplet de son ancien coéquipier, généralement en vain. À cause de cette tâche qui peut durer jusque dans la nuit, il est souvent fatigué et profite de ce que peu de personnes soient à l'école dans la journée pour faire des siestes. |                                       |        |                      |
| Béryl rouge (レッドベリル, Reddo Beriru) | Be3Al2Si6O18 et Mn                    | 7,5    | Maaya Uchida         |
| Béryl Rouge est styliste et tailleur, complètement dingue de mode, ce qui explique son changement de coupe de cheveux quotidien et ses nombreux accessoires de coiffure. C'est lui qui conçoit les tenues des autres cristaux. Il est très investi dans son travail et cherche sans cesse des manières d'améliorer ses créations. Il était autrefois combattant aux côtés d'Aigue-marine. |                                       |        |                      |
| Bénitoïte (ベニトアイト, Benitoaito) | BaTiSi3O9                             | 6.5    | Ari Ozawa (ja)       |
| Bénitoïte, parfois appelé Bénito, est une sentinelle qui fait équipe avec Neptunite. C'est le plus raisonnable de tous et pourtant il s'attire très facilement des ennuis. Il est le voisin de chambre de Cinabre et a généralement assez peur en sa présence. |                                       |        |                      |
| Jade (ジェード, Jēdo) | NaAlSi2O6 ou Ca2(Mg,Fe)5Si8O22(OH,F)2 | 7      | Ayahi Takagaki       |
| Jade, ou « Président » (surnom dû à son côté très, voire trop, sérieux), a le rôle de porte-parole de Maître Vajra, c'est donc logiquement la gemme la plus proche de lui. Il travaille régulièrement en collaboration avec Euclase. Rutile aime beaucoup le taquiner et le frapper avec son marteau car Jade est très difficile à briser. |                                       |        |                      |
| Euclase (ユークレース, Yūkurēsu) | BeAlSiO4(OH)                          | 7,4    | Mamiko Noto          |
| Euclase est un clerc, pointilleux, perspicace et doué en tout (particulièrement en calcul). Il est assez polyvalent : il patrouille, travaille comme secrétaire, prévoit la météo et s'occupe de la stratégie contre les Séléniens. Il calcule tout de manière à ne jamais avoir à faire quelque chose d'inutile ou dangereux, à part en denier recours. Il se promène souvent aux côtés de Jade et, malgré une apparente timidité, c'est souvent lui qui prend les décisions. |                                       |        |                      |
| Neptunite (ネプチュナイト, Nepuchunaito) | KNa2Li(Fe2+Mn)2Ti2Si8O24              | 5,5    | Atsumi Tanezaki\|    |
| Sentinelle surnommée « Neptunou » qui fait équipe avec Bénitoïte. Il est décrit par les autres gemmes comme réaliste, taciturne et mystérieux. |                                       |        |                      |
| Diamant jaune (イエローダイヤモンド, Ierō Daiyamondo) | C                                     | 10     | Junko Minagawa       |
| C'est le plus âgé en vie du haut de ses trois millénaires. Son surnom est « Jaujau ». Il court vite et a eu beaucoup de partenaires de patrouille emportés par les Séléniens |                                       |        |                      |
| Zircon (ジルコン, Jirukon) | ZrSiO4                                | 7,5    | Himika Akaneya (ja)  |
| Doué et calme bien qu'un peu instable, c'est le plus jeune après Phos. Il est d'abord le partenaire de Diamant jaune, avant de faire équipe avec Bort. |                                       |        |                      |
| Obsidienne (オブシディアン, Obushidian) | SiO2, MgO et Fe3O4                    | 5      | Ryō Hirohashi        |
| Il est l’armurier malgré son air tout doux. |                                       |        |                      |
| Améthyste (アメシスト, Ameshisuto) | SiO2                                  | 7      | Kanae Itō            |
| La macle améthyste est composée de Améthyste 84 (œil droit visible) et Améthyste 33 (œil gauche visible). Plus personne ne se soucie de qui est qui, au point qu'ils se font parfois passer l'un pour l'autre. Ils forment un duo de sentinelle. |                                       |        |                      |
| Alexandrite (アレキサンドライト, Arekisandoraito) | Be(AlO2)2                             | 8,5    | Rie Kugimiya         |
| Il est studieux, c'est un obsédé de la recherche sur les Séléniens. Quand il voit des Séléniens, soit il change de personnalité, soit il s'évanouit. Il explique que le résultat est entièrement aléatoire. Lors du changement de personnalité, ces cheveux deviennent rouges, il est alors obsédé par la destruction des Séléniens. On le surnomme « Alexou ». |                                       |        |                      |
| Antarcticite (アンタークチサイト, Antākuchisaito) | CaCl2 · 6H2O                          | 3      | Mariya Ise           |
| Il est en charge l'hiver, pendant que les autres cristaux dorment. Il se fait enlever par les Séléniens en protégeant Phos, seule sa jambe restera sur Terre. |                                       |        |                      |
| Padparadscha (パパラチア, Paparachia) | Al2O3                                 | 9      | Romi Park            |
| Sentinelle, mais il est généralement inactif. Il est né avec des trous dans le torse qu'il faut compléter avec des morceaux d'autres gemmes spécifiques. Il fait équipe avec Rutile qui essaie de le réveiller. |                                       |        |                      |
| Quartz Fantôme (ファントムクォーツ, Fantomu Kwōtsu) | SiO2                                  | 7      |                      |
| Il est le bibliothécaire au comportement parfois étrange et participe à des patrouilles. Il faisait équipe avec Lapis-lazuli avant que ce dernier se fasse enlever. Il a fait équipe avec Phos avant de se faire enlever. |                                       |        |                      |
| Morion (カンゴーム, Kangōmu) | SiO2                                  | 7      |                      |
| En anglais, il se nomme Cairngorm (une autre variété de Quartz fumé). Il était à l'intérieur de Quartz Fantôme. Après que Fantôme est enlevé par les Séléniens, il devient actif. |                                       |        |                      |
| Tourmaline melon d'eau (ウォーターメロントルマリン, Wōtāmeron Torumarin) | Na(Li,Al)3Al6(OH)4(BO3)3(Si6O18)      | 7,5    | Sayaka Harada (ja)   |
| Sentinelle qui fait équipe avec Hémimorphite, qui le surnomme d'ailleurs « Melon ». Il a la capacité de s'électrifier lorsqu'il stresse. |                                       |        |                      |
| Sphène (スフェン, Sufen) | CaTiSiO5                              | 5      | Hitomi Nabatame (ja) |
| Artisan designer, avec un attrait pour les travaux modestes et minutieux, fait équipe avec Péridot. Il paraît effrayant lorsqu'il est immergé dans son travail. |                                       |        |                      |
| Hémimorphite (ヘミモルファイト, Hemimorufaito) | Zn4Si2O7(OH)2 · (H2O)                 | 5      | Reina Ueda           |
| Sentinelle sur laquelle repose les futurs espoirs, qui fait équipe avec Tourmaline melon d'eau. Il est persuadé de faire la part de travail de son coéquipier. |                                       |        |                      |
| Péridot (ペリドット, Peridotto) | Mg2SiO4                               | 6,5    | Hōko Kuwashima       |
| Chargé de la production de papier, il est aussi sentinelle. Il faisait équipe avec Tanzanite avant que ce dernier ne se fasse enlever. Maintenant, il fait équipe avec Sphène et ensemble forment la « Team sexy ». |                                       |        |                      |

#### Cristaux capturés par les Séléniens au début de l'histoire
- Héliodore (ヘリオドール, Heliodor?) : Les Séléniens en utilisent des morceaux pour essayer de capturer Morganite et Goshénite.
- Diamant vert (グリーンダイヤモンド, Guriindaiyamondo?) : Ancien équipier de Diamant jaune.
- Rubis (ルビー, Rubī?) : Ancien équipier de Diamant jaune.
- Saphir (サファイア, Safaia?) : Ancien équipier de Diamant jaune, dont les Séléniens utilisent des morceaux pour capturer Améthyste.
- Topaze rose (ピンクトパーズ, Pinkutopāzu?) : Ancien équipier de Diamant jaune.
- Fluorite rose (ピンクの蛍石, Pinku no hotaruishi?) : Les Séléniens en utilisent des morceaux pour capturer Antarcticite.
- Lapis-lazuli (ラピスラズリ, Rapisurazuri?) : Il était à la tête de la bibliothèque, son ancien équipier est Quartz Fantôme. Lapis a été enlevé par les Séléniens, il reste seulement la tête. Cette dernière sera collée sur Phosphophyllite.
- Topaze (トパーズ, Topāzu?) : Ancien équipier de Sphène. Ses morceaux sont utilisés par les Séléniens pour récupérer des morceaux de Sphène, Péridot, Phos et Morion.
- Chrysobéryl (クリソベリル, Kurisoberiru?) : Ancien équipier d'Alexandrite.
- Tanzanite (青いゾイサイト, Aoi zoisaito?) : Ancien équipier de Péridot. Ses morceaux sont utilisés par les Séléniens pour récupérer des morceaux de Sphène, Péridot, Phos et Morion.
- Aigue-marine (アクアマリン, Akuamarin?) : Ancien équiper de Béryl rouge.
- Apophyllite (アポフィライト, Apofiraito?)[2]

#### Cristaux nés après le début de l'histoire
- Goshénite (ゴーシェナイト, Gōshenaito?)
- Morganite (モルガナイト, Moruganaito?)

### Admirabilis
Les admirabilis sont une espèce mortelle contrairement aux cristaux. Ils doivent donc se nourrir et se reproduire.
- Ventricosus (ウェントリコスス, Wentorikosusu?)

Voix japonaise : Chiwa Saito
Ventricosus est la sœur ainée d'Aculeatus et cheffe des Admirabilis. Dans l'océan, son apparence est proche de celle des cristaux bien qu'elle soit intégralement faite de chair. Elle a un buste « humain » et un bas du corps rappelant celui des méduses quand elle se trouve sous l'eau. Sur la terre ferme, elle ressemble à un petit animal flasque muni de pattes. Sur la Lune, elle avait l'apparence d'une sorte d'escargot géant surmonté d'une énorme coquille capable de faire fondre les cristaux. Tout son corps est rosâtre, qu'importe sa forme.
- Aculeatus (アクレアツス, Akureatsusu?)

Voix japonaise : Yūko Sanpei
Aculeatus est le petit frère de Ventricosus. Sous sa forme lunaire, il est plus gros que sa sœur et ressemble à un mollusque possédant plusieurs pattes et une gigantesque coquille. Dans la forme qu'il revêt dans l'océan, il ressemble à un humanoïde de couleur noire avec des jambes plutôt archaïques ainsi que des tentacules longs et rapides.
- Variegatus (ウァリエガツス, Wariegatsusu?)

Variegatus appartient à la cinquième génération de chefs après Ventricosus. Dans chacune de ses formes, il ressemble beaucoup a son ancêtre Ventricosus mis à part qu'il semble plus petit, et possède une forme plus juvénile. Il arbore une couleur bleutée.
- Convallarius (コンウァラリウス, Kon'kwarariusu?)

Convallarius a régné sur les Admirabilis une cinquantaine d'années avant le début de l'histoire. C'est lui qui a emmené son peuple sur la Lune à la suite de nombreuses famines. Son apparence est très proche de celle de sa descendante Ventricosus.

### Séléniens
Les Séléniens sont des êtres venus de la Lune, possédant une assez haute technologie. Leur but est de faire prier Maitre Vajra pour obtenir l'absolution et ainsi s'effacer pour pouvoir aller dans le néant.
Aechmea (de son vrai nom Emna), qu'ils appellent « Prince », est celui qui les gouverne.
Les cristaux les classent selon qu'ils sont de « nouveaux » types ou d'« anciens » types, et selon d'autres caractéristiques : nombre de taches, nombre de rayons, nombre d'homoncules (Séléniens de taille normale), forme du vaisseau, forme et motifs de l’aréole, nombre de couches de voile.

#### Types
- Tache noire auspicieuse unique

- Les anciens types : Trente homoncules autour d'une grande figure. Ils utilisent comme armes des arcs, des flèches et des lances.

- Les nouveaux types : Les nouveaux types peuvent ressembler aux anciens, mais pas toujours. La principale différence est que, une fois la figure principale tranchée, ils ne disparaissent pas, et celle-ci libère des fragments de cristaux capturés pour servir d'arme.

- Taches noires auspicieuses doubles : Deux cas ont été évoqués par la série. Les deux ennemis semblent tous deux être apparentés à Maître Vajra et plus durs à combattre que les anciens types.

- Shiro : Ce Sélénien gigantesque muni de 8 bras et 4 queues touffues se divise quand il est tranché. Il se divise en deux, puis en cinq et finalement en 108 petites créatures qui ressemblent à des chiens. Il apprécie beaucoup Maître Vajra et une fois désintégré il reprend la forme d'un chien.

- Puzzle à structure moléculaire : Les pièces de jeu(x) peuvent contenir des morceaux de tanzanite capables de traverser l'alliage de Phos.

- Taches noires auspicieuses triples : Jusqu'à présent, un seul ennemi triple tache est apparu.

- Le Docteur : C'est une femme, tombée de la triple tache solaire, où elle a attendu sans rien faire. Elle est finalement découpée en trois par Phos. C'est une reproduction fait par les Séléniens de l'humaine qui a créé Maître Vajra, qui lui ne pouvait absolument rien faire contre ce clone.

## Inspiration
L'œuvre est largement influencée par le bouddhisme. Cela se ressent sur les personnages, en particulier maître Vajra. Il revêt constamment la robe traditionnelle des moines bouddhistes japonais. De plus, son vrai nom est Ksitigarbha (お地蔵様, O-Jizō-sama), ce qui en fait l'homonyme de l'un des huit grands bodhisattvas. Ksitigarbha est considéré au Japon comme le protecteur des enfants, qui peuvent être ici assimilés aux cristaux.
Face à Vajra, les Séléniens ont eux aussi eu droit à leur part d'inspiration religieuse. Leur manière d'apparaître dans le ciel, sur leurs taches, rappelle le raigō nippon : après la mort, Bouddha et de nombreux musiciens apparaîtraient sur un nuage. Après un combat, lorsque le Sélénien principal d'une tâche est coupé en deux, ses intérieurs révèlent un motif qui n'est pas sans rappeler le lotus, fleur qui symbolise la pureté dans la tradition bouddhiste. Le concept des Séléniens pourrait également provenir des Apsaras, des danseuses et musiciennes du folklore japonais issues de l'hindouisme, voyageant sur des nuages.
L'idée même du manga provient de sa lecture de sutras au lycée. Elle choisit comme personnage principal Phosphophyllite, car cette pierre lui semble avoir les caractéristiques parfaites pour un personnage principal : précieuse et très belle, mais fragile et inutilisable dans la confection de bijoux.

## Manga
Le manga est pré-publié entre décembre 2012 et avril 2024 par Kodansha dans le magazine mensuel Monthly Afternoon,. Un total de treize tankōbon sont publiés. À cela s'ajoute un artbook publié en 2017 exclusivement au Japon, Pseudomorph of Love (愛の仮晶, Ai no kashō).
La version française est publiée directement en volumes reliés depuis le 13 janvier 2016 par Glénat, avec une traduction d'Anne-Sophie Thévenon, une correction de Thomas Lameth et un lettrage d'Anne Demars. Une vidéo promotionnelle a été réalisée par le Studio Hibari en juillet 2013, le jour de la sortie du premier tome au Japon.

### Liste des volumes
| no | Japonais          | Japonais          | Français          | Français          |
| no | Date de sortie    | ISBN              | Date de sortie    | ISBN              |
| --- | ----------------- | ----------------- | ----------------- | ----------------- |
| 1 | 23 juillet 2013   | 978-4-06-387906-3 | 13 janvier 2016   | 978-2-344-01171-3 |
| Liste des chapitres : - Chapitre 1 : Phosphophyllite (フォスフォフィライト, Fosufofiraito) - Chapitre 2 : Cinabre (シンシャ, Shinsha) - Chapitre 3 : Diamant (ダイヤモンド, Daiyamondo) - Chapitre 4 : Cochlée (コクレア, Kokurea) - Chapitre 5 : Métamorphos (メタモルフォス, Metamorufosu) - Chapitre 6 : Extrait (エクストラクト, Ekusutorakuto) - Le pays des jeux de nuit |                   |                   |                   |                   |
| Les cristaux subissent une attaque de Séléniens. Morganite et Goshénite s'en chargent et découvrent que les habitants de la Lune ont apporté avec eux des fragments d'Héliodore. Dans le même temps, maître Vajra s'apprête à annoncer à Phosphophyllite sa tâche définitive, adaptée à son caractère et à sa condition physique. Avant de lui annoncer, il lui fait quelques rappels d'histoire tout en sauvant les deux sentinelles. Finalement, vient le moment de la révélation : Phos est chargé d'écrire une histoire naturelle. Il ne cache pas sa déception, mais se résigne et se met au travail. Sur les conseils de ses camarades, il se tourne vers Cinabre pour obtenir des renseignements. Alors qu'il le recherche, c'est finalement Cinabre qui le trouve en premier et lui sauve la vie. Cette rencontre bouleverse Phos, et il fait alors la promesse à son camarade de lui trouver une tâche plus utile et plus agréable que celle dont il s'est incombé. Il consulte alors les autres pierres en espérant trouver des idées novatrices, particulièrement auprès de Diamant. Le calme qui régnait jusque-là sur Terre est perturbé par deux attaques consécutives. La seconde, particulièrement, déstabilise les cristaux car la tache ignore les combattants et s'immobilise au-dessus de l'école avant de faire tomber une sorte d'escargot géant dessus. Cette créature absorbe immédiatement Phosphophyllite. Diamant et Bort lui portent secours et viennent à bout de l'escargot, mais un problème de taille se pose : Phos est devenu une limace. Grâce à Cinabre et sa connaissance de la faune locale, Diam parvient à résoudre le mystère. En pleine nuit, tout le monde est convoqué pour reconstituer Phos. |                   |                   |                   |                   |
| 2 | 23 janvier 2014   | 978-4-063-87950-6 | 16 mars 2016      | 978-2-344-01172-0 |
| Liste des chapitres : - Chapitre 7 : Ventricosus (ウェントリコスス, Wentorikosusu) - Chapitre 8 : La mer (海, Umi) - Chapitre 9 : Âme, chair et os (魂・肉・骨, Tamashii, Niku, Hone) - Chapitre 10 : Retour (帰還, Kikan) - Chapitre 11 : Nouvelles jambes (新しい足, Atarashii ashi) - Chapitre 12 : Diamant jaune (イエローダイヤモンド, Ierōdaiyamondo) - Chapitre 13 : Macle (双晶, Sōshō) - Le pays de la mode |                   |                   |                   |                   |
| 3 | 22 août 2014      | 978-4-063-87992-6 | 18 mai 2016       | 978-2-344-01173-7 |
| Liste des chapitres : - Chapitre 14 : Première campagne (初陣, Uijin) - Chapitre 15 : Hibernation (冬眠, Tōmin) - Chapitre 16 : Banquise de mer (流氷, Ryūhyō) - Chapitre 17 : La plage de la création (緒の浜, Cho no hama) - Chapitre 18 : Antarcticite (アンタークチサイト, Antākuchisaito) - Chapitre 19 : Nouvelles mains (新しい手, Atarashī te) - Chapitre 20 : La fin de l'hiver (冬の終わり, Fuyu no owari) - Le pays de l'hiver |                   |                   |                   |                   |
| 4 | 22 mai 2015       | 978-4-063-88044-1 | 24 août 2016      | 978-2-344-01487-5 |
| Liste des chapitres : - Chapitre 21 : Printemps (春, Haru) - Chapitre 22 : Nouvelle apparence (変容, Hen'yō) - Chapitre 23 : Décision (判断, Handan) - Chapitre 24 : Retraite (後退, Kōtai) - Chapitre 25 : Division (分岐, Bunki) - Chapitre 26 : Cri (鳴き声, Nakigoe) - Chapitre 27 : Secret (秘密, Himitsu) - Chapitre 28 : Shiro (しろ, Shiro) - Le pays de la métamorphose |                   |                   |                   |                   |
| 5 | 20 novembre 2015  | 978-4-063-88101-1 | 16 novembre 2016  | 978-2-344-01488-2 |
| Liste des chapitres : - Chapitre 29 : Padparadsha (パパラチャ, Paparacha) - Chapitre 30 : La tache noire du vide (虚黒点, Kara kokuten) - Chapitre 31 : Raviver (新鮮な, Shinsen'na) - Chapitre 32 : Angoisse (不安, Fuan) - Chapitre 33 : Distance (距離, Kyori) - Chapitre 34 : Revirement (反転, Hanten) - Chapitre 35 : Nous deux (ふたり, Futari) - Chapitre 36 : Nouveau travail (新しい仕事, Atarashii shigoto) - Le pays du puzzle |                   |                   |                   |                   |
| Après plusieurs siècles de sommeil et d'innombrables opérations, Padparadscha se réveille grâce à des morceaux de rubis dénichés par Phosphophyllite durant l'hiver. Ils discutent quelques instants et échangent quelques conseils avant que Padpa ne se rendorme, au plus grand dam de Diamant Jaune qui déprime. Pendant ce temps, Zircon progresse avec difficulté aux côtés de son nouvel équipier, Bort. Phos réalise qu'en perdant ses membres, il a également perdu des fragments de ses souvenirs dont des connaissances sur les Séléniens et décide donc de compenser ce manque à l'aide de leçons avec Alexandrite. Le lendemain, une tache à trois rayons apparaît, l'occasion pour Phos d'entrer en contact avec ses adversaires. Sa tentative le laisse finalement plein de doutes et, plongé dans ses pensées, il est repéré par Quartz Fantôme. Le même jour, trois taches apparaissent au même moment et Fantôme manque d'être capturé. Maître Vajra le sauve de justesse et Phos en découvre alors un peu plus sur cet être singulier. Plus le temps passe, plus ses questionnements à propos des Séléniens et du maître le torturent. Fantôme, fraîchement recollé, essaie maladroitement de lui venir en aide en lui révélant sa nature double mais ce n'est pas d'une grande aide. Dans le même temps, Phos trouve une nouvelle tâche pour Cinabre : explorer la relation entre leur maître et les habitants de la Lune. Il refuse, ne percevant pas le côté « sympa » de ce nouveau travail et préférant secrètement vouloir faire équipe avec Phos. Ce dernier monte finalement un binôme avec Fantôme. Dès leur première mission commune, Phosphophyllite est gravement blessé. |                   |                   |                   |                   |
| 6 | 23 septembre 2016 | 978-4-063-88185-1 | 22 mars 2017      | 978-2-344-02000-5 |
| Liste des chapitres : - Chapitre 37 : À ma place (代わりに, Kawarini) - Chapitre 38 : Quartz fantôme (ゴースト・クォーツ, Gōsuto Kwōtsu) - Chapitre 39 : Culpabilité (自戒, Jikai) - Chapitre 40 : Nom (名前, Namae) - Chapitre 41 : Paysage (景色, Keshiki) - Chapitre 42 : Rupture (破裂, Haretsu) - Chapitre 43 : Sur le plateau (盤上, Banjō) - Chapitre 44 : Raccourci (近道, Chikamichi) - Le pays de la chance |                   |                   |                   |                   |
| 7 | 23 mai 2017       | 978-4-063-88185-1 | 8 novembre 2017   | 978-2-344-02398-3 |
| Liste des chapitres : - Chapitre 45 : Le long hiver (長い冬, Nagai Fuyu) - Chapitre 46 : Lapis-Lazuli (ラピス・ラズリ, Rapisu Razuri) - Chapitre 47 : Cent deux ans (百二年, Hyaku ni-nen) - Chapitre 48 : Un conte d'antan entendu en mer (海で聞いた昔話, Umi de kiita mukashibanashi) - Chapitre 49 : Suivre la piste (辿る, Tadoru) - Chapitre 50 : Docteur (博士, Hakase) - Chapitre 51 : Légende (伝説, Densetsu) - Chapitre 52 : Le chemin (旅路, Tabiji) - Le pays des batailles de polochons |                   |                   |                   |                   |
| 8 | 22 novembre 2017  | 978-4-06-510363-0 | 19 septembre 2018 | 978-2-344-02399-0 |
| Liste des chapitres : - Chapitre 53 : Le monde lunaire (月世界, Gessekai) - Chapitre 54 : La machine à prières (祈りのための機械, Inori no tame no kikai) - Chapitre 55 : Malédiction (呪い, Noroi) - Chapitre 56 : La perle de synthèse (合成真珠, Gōsei shinju) - Chapitre 57 : Le carrefour (岐路, Kiro) - Chapitre 58 : Espoir (希望, Kibō) - Chapitre 59 : Trouble (伝説, Densetsu) - Chapitre 60 : Scepticisme (懐疑, Kaigi) - Chapitre 61 : Les adieux (訣別, Ketsubetsu) - Le pays du pyjama |                   |                   |                   |                   |
| Phosphophylitte, bouillonnant de rage et en quête de réponses, fait ses premiers pas chez les Séléniens. Il est accueilli dans ce nouveau monde par le prince Aechmea qui lui explique alors que les cristaux capturés servent à décorer la surface de la Lune. Après une visite de la ville et la découverte des technologies locales, il lui explique que les Séléniens sont d'anciennes âmes humaines pour lesquelles personne n'a prié et que maître Vajra a été créé dans le but de pallier ce manque. Or ce dernier est défectueux et les Séléniens ne peuvent donc accéder au salut, ils essaient donc de déstabiliser et de faire réagir maître Adamant en le séparant de ses créatures adorées. Phos prend le parti des Séléniens et leur propose alors une nouvelle stratégie : trahir le maître de l'intérieur. Ils acceptent et la gemme doit alors retourner sur Terre pour mener à bien son projet, sous la surveillance des Séléniens au travail d'un œil en perle de synthèse. Lors du retour de Phos, c'est la panique chez les cristaux, d'autant plus qu'il est escorté d'un Sélénien d'une taille démesurée. Après un combat compliqué et un sauvetage in extremis de la part de maître Adamant, Phos réintègre le groupe. Il feint d'avoir tout oublié et révèle les grandes lignes de son voyage bribes par bribes afin de semer la curiosité parmi les cristaux en leur proposant des solutions inédites à leurs problèmes. Cela fonctionne avec tous les plus tourmentés à l'exception de Cinabre. Phosphophylitte parvient finalement à réunir sept autres pierres (Alexandrite, Améthyste 33, Bénitoïte, Diamant, Diamant Jaune, Morion et Padparadscha) et ensemble, ils repartent sur la Lune. |                   |                   |                   |                   |
| 9 | 23 octobre 2018   | 978-4-06-513101-5 | 2 mai 2019        | 978-2-344-03628-0 |
| Liste des chapitres : - Chapitre 62 : Paysage lointain (遠景, Enkei) - Chapitre 63 : Attentes (期待, Kitai) - Chapitre 64 : Un jour (或る日, Aruhi) - Chapitre 65 : Aujourd'hui (今日, Kyō) - Chapitre 66 : Liberté (自由, Jiyū) - Chapitre 67 : Morion (ケアンゴーム, Keangōmu) - Chapitre 68 : Mutation (変転, Henten) - Chapitre 69 : Permanence (不変, Fuhen) - Chapitre 70 : Avant l'aube (未明, Mimei) - Le pays des outils |                   |                   |                   |                   |
| 10 | 23 août 2019      | 978-4-06-516738-0 | 17 juin 2020      | 978-2-344-03999-1 |
| Liste des chapitres : - Chapitre 71 : Échec (失敗, Shippai) - Chapitre 72 : Le messie (救世主, Kyūseishu) - Chapitre 73 : Le choix (選択, Sentaku) - Chapitre 74 : Célébration (祭典, Saiten) - Chapitre 75 : Souhait (願い事, Negaigoto) - Chapitre 76 : Admirabilis (アドミラビリス, Adomirabirisu) - Chapitre 77 : Authentification (認証, Ninshō) - Chapitre 78 : Le cours des choses (経過, Keik) - Chapitre 79 : Deux cent vingt ans (二百二年, Ni hyaku ni-nen) - Le pays des robes |                   |                   |                   |                   |
| Les cristaux restés à l'école se remettent de la lourde attaque subie tandis que les Séléniens rentrent bredouilles de leur assaut. Phosphophylitte apprend à son arrivée que la régénération de ses congénères transformés en sable avance rapidement. Deux problèmes se présentent toutefois : ses anciens compagnons ne pourront pas retrouver la mémoire et une grande quantité de fragments de cristaux a été ingérée par les Admirabilis. Phos doit alors choisir, faut-il exterminer ce peuple pour retrouver les siens ? Il préfère laisser cette question en suspens le temps de préparer son futur séjour sur Terre. C'est décidé, cette fois, il partira seul et sans arme. Mais avant cela, il doit attendre la fin de la cérémonie de mariage entre le prince et son épouse, Morion. Durant la cérémonie, Aechmea exprime combien il tient à Morion, qui formule alors le souhait de rester avec lui jusque dans le néant. Le lendemain, Phos et Aechmea règlent les derniers préparatifs du voyage sur la Terre. C'est l'occasion pour le héros de se défaire du dilemme à propos des Admirabilis puisque le prince lui propose une alternative qui ne mènerait pas à la destruction de cette espèce. Phos part enfin, mais n'est pas très bien reçu sur Terre car considéré comme une menace. Il est toutefois mené jusqu'au maître à qui il demande de prier pour les Séléniens. Vajra essaie, mais n'y parvient pas à cause d'une défaillance interne. Phos tend alors les bras pour le supplier, mais est instantanément fracassé par les autres cristaux qui croient subir une nouvelle attaque. Sur les conseils de Cinabre, ses fragments sont enterrés à divers endroits. Après ce nouvel échec, 220 ans ont passé. Les gemmes restées sur la Lune ont intégré leur société et essaient désormais de trouver un moyen de devenir des Séléniens. Sur Terre, l'hiver débute et maître Vajra décide de reconstruire Phos. |                   |                   |                   |                   |
| 11 | 20 juin 2020      | 978-4-06-520224-1 | 16 juin 2021      | 978-2-34-404661-6 |
| Liste des chapitres : - Chapitre 80 : Trois peuples (三族, San-zoku) - Chapitre 81 : Cadeau-souvenir (土産, Miyage) - Chapitre 82 : Le cours des choses (成り行き, Nariyuki) - Chapitre 83 : Reflet (返照, Henshō) - Chapitre 84 : La veille au soir (前夜, Zen'ya) - Chapitre 85 : L'anniversaire (誕生日, Tanjōbi) - Chapitre 86 : Ouverture des hostilités (開戦, Kaisen) - Chapitre 87 : Silence (静寂, Shijima) - Chapitre 88 : Nature / Expérience / Futur (自然・実験・未来, Shizen / Jikken / Mirai) - Le pays de la jeunesse |                   |                   |                   |                   |
| 12 | 22 novembre 2022  | 978-4-06-529732-2 | 23 août 2023      | 978-2-34-405864-0 |
| Liste des chapitres : - Chapitre 89 : Enma (エンマ, Enma) - Chapitre 90 : Pulvérisation (破砕, Hasai) - Chapitre 91 : Jade (ジェード, Jēdo) - Chapitre 92 : Nuit (夜, Yoru) - Chapitre 93 : Promesse (約束, Yakusoku) - Chapitre 94 : Vajra (金剛, Kongō) - Chapitre 95 : Fin de la guerre (終戦, Shūsen) - Chapitre 96 : Dix mille ans (一万年, Ichiman-nen) - Chapitre 97 : Rêve (夢, Yume) - Chapitre 98 : Prière (祈り, Inori) - Le pays des retrouvailles |                   |                   |                   |                   |
| 13 | 21 novembre 2024  | 978-4-06-537477-1 |                   |                   |
| Liste des chapitres : - Chapitre 99 : 始まり (Hajimari) - Chapitre 100 : 調和 (Chōwa) - Chapitre 101 : 残余 (Zan'yo) - Chapitre 102 : 兄 (Ani) - Chapitre 103 : 無垢 (Muku) - Chapitre 104 : 楽園 (Rakuen) - Chapitre 105 : 太陽 (Taiyō) - Chapitre 106 : 橋 (Hashi) - Chapitre 107 : 終わりに (Owari ni) - Chapitre 108 : 宝石の国 (Hōseki no Kuni) |                   |                   |                   |                   |

## Anime
Une adaptation en anime est réalisée par le studio Orange et est diffusée au Japon sur AT-X, MBS et TV Tokyo depuis le 7 octobre 2017. En France, l'anime est diffusé en simulcast par Anime Digital Network et sur J-One à la télévision.
Une exposition lui est dédiée dans le quartier de Yūrakuchō à Tokyo de janvier à février 2018 pour l'anniversaire de la parution des premiers DVD et Blu-ray. Elle se concentre exclusivement sur l'adaptation pour révéler au visiteur des éléments du storyboard, du character design et des décors et du matériel d'animation 3D, le tout agrémenté de notes de l'équipe de production.

### Fiche technique
- Réalisation : Takahiko Kyōgoku (ja)
- Structure de la série : Toshiya Oono
- Conception des personnages : Asako Nishida (ja)
- Directeur Général de CG : Eiji Inomoto (ja)
- Concept art : Yôichi Nishikawa
- Couleurs : Osamu Mikasa
- Directeur de la photographie : Kenji Fujita
- Montage : Daisuke Imai
- Directeur acoustique : Yukio Nagasaki
- Musique : Yoshiaki Fujisawa (ja)
- Producteur musique : Keiichi Suzuki
- Production : Orange

### Musiques
- Thème de l'opening : Kyoumen no Nami (鏡面の波?) par YURiKA[28]
- Thèmes de l'ending : Kirameku Hamabe (煌めく浜辺?) par Yuiko Oohara[29] (épisodes 2 à 7 et 9 à 11) ; Liquescimus par Tomoyo Kurosawa (épisode 8) ; Kyoumen no Nami (version orchestrale) par YURiKA[28] (épisode 12)

### Épisodes
| N° | Titre Français    | Titre Kanji          | Titre Romaji           | Date de 1re diffusion | Scénario          | Storyboard       | Réalisateur      | Directeur CG      |
| --- | ----------------- | -------------------- | ---------------------- | --------------------- | ----------------- | ---------------- | ---------------- | ----------------- |
| 1 | Phosphophyllite   | フォスフォフィライト | Fosufofiraito          | 7 octobre 2017        | Toshiya Ôno       | Takahiko Kyogoku | Takahiko Kyogoku | Kunio Mogi        |
| 28 gemmes, êtres aux corps immortels ayant la capacité de se régénérer même après s'être brisés, mènent une perpétuelle guerre contre les Séléniens. Ces derniers sont des habitants de la Lune voulant transformer les cristaux en parures et bibelots. Ces combats à répétition entre les deux camps demandent une organisation où toute gemme doit avoir un rôle précis. Toutes excepté Phosphophylitte, gemme jeune et particulièrement faible, qui désire plus que tout devenir un combattant. Cependant, Maître Vajra a d'autres projets pour lui. |                   |                      |                        |                       |                   |                  |                  |                   |
| 2 | Diamant           | ダイヤモンド         | Daiyamondo             | 14 octobre 2017       | Toshiya Ôno       | Takahiko Kyogoku | Takahiko Kyogoku | Kunio Mogi        |
| Alors que Phos s'est lancé dans la quête désespérément infructueuse de trouver une mission plus agréable pour Cinabre, il peine à avancer dans sa propre tâche. Il part donc à la recherche de Diamant qui vient de développer une nouvelle technique de combat et le rencontre durant une patrouille avec Bort. |                   |                      |                        |                       |                   |                  |                  |                   |
| 3 | Métamorphos       | メタモルフォーゼ     | Metamorufōze           | 21 octobre 2017       | Kazuyuki Fudeyasu | Keiji Mutō       | Keiji Mutō       | Koshida Yuushi    |
| Une créature envoyée par les Séléniens a dévoré Phosphophylitte tout entier. Sa cause semble perdue mais Diamant, ayant aperçu un détail sur la coquille du monstre, essaie tout pour sortir la jeune gemme de cette situation catastrophique. |                   |                      |                        |                       |                   |                  |                  |                   |
| 4 | Âme, chair et os  | 魂・肉・骨           | Tamashii - Niku - Hone | 28 octobre 2017       | Kazuyuki Fudeyasu | Kotaro Tamura    | Shinichi Matsumi | Miyakoda Takayuki |
| Maître Vajra charge Phosphophylitte de veiller sur l'étrange créature apparue lors de la dernière attaque et de continuer son histoire naturelle sur laquelle il n'a pas beaucoup avancé. Phos entre en communication avec l'animal qui se proclame roi des mollusques et, sous ses recommandations, part à la recherche de créatures marines ressemblant aux 28 gemmes. |                   |                      |                        |                       |                   |                  |                  |                   |
| 5 | Le Retour         | 帰還                 | Kikan                  | 4 novembre 2017       | Kazuyuki Fudeyasu | Takahiko Kyogoku | Takahiko Kyogoku | Kunio Mogi        |
| Tout le monde cherche Phos qui s'est aventuré sous les mers à la recherche de réponses à sa montagne de questions. Il va rapidement apprendre là-bas que se fier au premier venu est rarement une bonne idée. Il est finalement repêché sans jambes par les Séléniens puis sauvé par le jeune frère de Ventricosus. |                   |                      |                        |                       |                   |                  |                  |                   |
| 6 | Première Campagne | 初陣                 | Uijin                  | 11 novembre 2017      | Kazuyuki Fudeyasu | Keiji Mutō       | Keiji Mutō       | Koshida Yuushi    |
| Phos est désorrmais doté de nouvelles jambes en obsidienne qui le rendent plus rapide que jamais, presque plus rapide encore que Diamant Jaune. Après des débuts plutôt difficiles pour les maîtriser, il se dit finalement qu'il s'agit peut-être là de son opportunité de devenir un combattant à son tour. Mais avant cela, il faut l'approbation du Maître. |                   |                      |                        |                       |                   |                  |                  |                   |
| 7 | Hibernation       | 冬眠                 | Tōmin                  | 18 novembre 2017      | Kazuyuki Fudeyasu | Keiji Mutō       | Shinichi Matsumi | Miyakoda Takayuki |
| Les cristaux sont très occupés, la préparation de l'hibernation annuelle leur prend du temps. Tout le monde s'y affaire et s'apprête à entrer dans une longue période de sommeil sauf Phos prétextant ne pas avoir sommeil. Il fait la rencontre d'Antarcticite et le rejoint dans la sentinelle hivernale. |                   |                      |                        |                       |                   |                  |                  |                   |
| 8 | Antarcticite      | アンタークチサイト   | Antākuchisaito         | 25 novembre 2017      | Mio Inoue         | Takahiko Kyogoku | Takahiko Kyogoku | Kunio Mogi        |
| Antarcticite et Phosphophylitte mènent leur vie en plein hiver. La plus jeune des gemmes désire devenir plus fort pour pouvoir aider Cinabre dans sa quête d'un nouveau rôle. La glace semble l'appeler pour qu'il atteigne enfin son but... |                   |                      |                        |                       |                   |                  |                  |                   |
| 9 | Printemps         | 春                   | Haru                   | 25 novembre 2017      | Kazuyuki Fudeyasu | Kotaro Tamura    | Shinichi Matsumi | Miyakoda Takayuki |
| Le printemps montre enfin le bout de son nez, les cristaux ne vont pas tarder à se réveiller. Beaucoup de choses se sont déroulées durant cet hiver, dont la plus marquante reste la métamorphose de Phos. Avec ses cheveux courts et ses bras en alliage d'or et de platine, il n'est et ne sera plus jamais le même. |                   |                      |                        |                       |                   |                  |                  |                   |
| 10 | Shiro             | しろ                 | Shiro                  | 25 novembre 2017      | Kazuyuki Fudeyasu | Keiji Mutō       | Keiji Mutō       | Koshida Yuushi    |
| Phosphophylitte est désormais indispensable et ne tient plus en place, à tel point qu'il ne dort même plus et passes ses nuits à veiller auprès des méduses. Ce nouveau comportement attire l'oeil aguerri de Bort qui voit en Phos certes beaucoup de défauts, mais également des qualités qui lui sont propres. |                   |                      |                        |                       |                   |                  |                  |                   |
| 11 | Secret            | 秘密                 | Himitsu                | 25 novembre 2017      | Kazuyuki Fudeyasu | Kotaro Tamura    | Yoko Kuno        | Miyakoda Takay    |
| Un nouveau type de Séléniens immense attaque l'école. Il est vite intercepté et arrêté par Bort, Phosphosphylitte et « Alex Rouge ». Après des combats et une course poursuite contre des mini-Séléniens que les gemmes durent tous rassembler, Phos commence à se poser des questions quant à la relation entre Maître et les Séléniens. |                   |                      |                        |                       |                   |                  |                  |                   |
| 12 | Nouveau travail   | 新しい仕事           | Atarashii Shigoto      | 25 novembre 2017      | Kazuyuki Fudeyasu | Takahiko Kyogoku | Takahiko Kyogoku | Kunio Mogi        |
| Après une très longue période d'inactivité (231 ans et des poussières), Padparadscha se réveille enfin. Phos continue son enquête à propos des habitants de la Lune et de maître Vajra et fait de Pad, beaucoup plus âgé que lui, son conseiller le temps de quelques courts instants. |                   |                      |                        |                       |                   |                  |                  |                   |

## Accueil

### Ventes
En octobre 2017, le manga avait 1,4 million d'exemplaires en circulation.
Nombre d'exemplaires vendus par semaine selon la société d'analyse japonaise Oricon (prenant en compte seulement les mangas du top 50) :
| N° | Nb de semaine dans le top 50 | Classement | Semaine                        | Nombre de manga vendus |
| -- | ---------------------------- | ---------- | ------------------------------ | ---------------------- |
| 1  | 1                            | 47         | 22 au 28 juillet 2013          | 21 204                 |
| 2  | 1                            | 35         | 20 au 26 janvier 2014          | 27 443                 |
| 3  | 2                            | 30         | 18 au 24 août 2014             | 29 614                 |
| 3  | 2                            | 32         | 25 au 31 août 2014             | 27 151                 |
| 4  | 2                            | 26         | 18 au 24 mai 2015              | 30 321                 |
| 4  | 2                            | 20         | 25 au 31 mai 2015              | 28 092                 |
| 5  | 2                            | 33         | 16 au 22 novembre 2015         | 33 942                 |
| 5  | 2                            | 29         | 23 au 29 novembre 2015         | 32 854                 |
| 6  | 2                            | 35         | 19 au 25 septembre 2016        | 28 956                 |
| 6  | 2                            | 23         | 26 septembre au 2 octobre 2016 | 29,288                 |
| 7  | 2                            | 10         | 22 au 28 mai 2017              | 35 489                 |
| 7  | 2                            | 39         | 29 mai au 4 juin 2017          | 14 728                 |
| 8  | 3                            | 4          | 20 au 26 novembre 2017         | 86 006                 |
| 8  | 3                            | 12         | 27 novembre au 3 décembre 2017 | 32 500                 |
| 8  | 3                            | 47         | 4 au 10 décembre 2017          | 15 797                 |
| 9  | 2                            | 7          | 22 au 28 octobre 2018          | 91 957                 |
| 9  | 2                            | 22         | 29 octobre au 4 novembre 2018  | 28 882                 |
| 10 | 2                            | 14         | 19 au 25 août 2019             | 38 568                 |
| 10 | 2                            | 5          | 26 août au 1er septembre 2019  | 50 738                 |
| 11 | 1                            | 5          | 20 au 26 juillet 2020          | 65 061                 |

### Récompenses

#### Manga
Le manga arrive 10e dans la catégorie « meilleurs mangas pour garçons » du Kono Manga ga Sugoi! en 2014.
L'Ère des Cristaux est nommé pour le Grand Prix du Manga en 2015. Il arrive 48e pour la 15e édition du Livre de l'année par le magazine Da Vinci en 2014 et 46e lors de la 20e édition en 2020.
Le manga est nommé pour la 8e édition du grand prix du manga.
Le manga remporte le 45e Grand prix Nihon SF.

#### Anime
La série a remporté les prix « Excellence » et « Best » des VFX-Japan Awards 2018 dans la catégorie « Television Anime CGI »,.
L'anime est nommé dans plusieurs catégories des Crunchyroll Anime Awards de 2018 : animé de l'année, meilleure action, meilleur ending pour « Kirameku Hamabe », meilleure animation, meilleure musique. Il rafle le prix dans la catégorie de la meilleure CGI.
La série a remporté le prix Anime Trending Awards 2017 dans la catégorie meilleure décors et visuels et a été nommée dans plusieurs catégories : meilleure adaptation, meilleure soundtrack, meilleure character design, meilleure en effets et séquences, anime d'action ou d'aventure de l'année et anime fantastique ou magique de l'année.